# Ampycinae
Ampycinae – niewielka podrodzina kosarzy z podrzędu Laniatores i rodziny Gonyleptidae zawierająca 3 opisane gatunki. 

## Występowanie
Kosarze te wykazano dotąd z Brazylii i Ekwadoru.

## Systematyka
Podrodzina zawiera 3 gatunki zgrupowane w 2 rodzaje:
Rodzaj: Ampycus Simon, 1879
- Ampycus granulosus (H. Soares, 1970)
- Ampycus telifer (Butler, 1873)

Rodzaj: Hexabunus Roewer, 1913
- Hexabunus armillatus (Butler, 1873)